# 裸足の季節 (映画)
『裸足の季節』(はだしのきせつ、Mustang) は、2015年のフランス・ドイツ・トルコ合作のドラマ映画。トルコ系フランス人デニズ・ガムゼ・エルギュヴェンの長編初監督作である。トルコの小さな町に暮らす親を失った5人の若い姉妹が、外出を禁じられ性的虐待や結婚を強いられながらも抵抗する様を描く。
本作は2015年5月、第68回カンヌ国際映画祭と並行して行われる監督週間で披露された。第88回アカデミー賞では外国語映画賞のフランス代表作品に選ばれ、ノミネートを果たした。第73回ゴールデングローブ賞外国語映画賞にもノミネートされた。第41回セザール賞では9部門にノミネートされ、第一回長編作品賞、脚本賞、編集賞、作曲賞の4部門で受賞を果たした。

## ストーリー
映画は5人姉妹の末っ子ラーレが、イスタンブールへ引っ越そうとしている女性教諭に泣きながら別れを告げるところから始まる。姉妹は天気が良いので送迎バスに乗るのをやめ歩いて下校することにする。姉妹は学校の仲間たちと浜辺で遊びながら帰る。遊びの一環として、彼女らは男の子の肩に乗って互いを叩き落そうとする。家に帰ると、祖母は姉妹が下半身を男の子の首に付けて「ふしだらなことをした」として姉妹に体罰を加える。以後、彼女たちは家を出ることはおろか学校に行くことも禁じられる。
家に閉じ込められた姉妹は鬱屈したなか、祖母のあつらえで嫁入りの準備として親戚の女性たちに料理や掃除や裁縫を教えられる。それでも長女ソナイは時折恋人に会うために家を抜け出し、ラーレも脱出する方法を探る。サッカーが好きなラーレはトラブゾンスポル・クラブの観戦を禁じられるが、近所の少女たちがバスに乗って12歳以上の男性の入場が禁じられた試合へ行こうとしているのを知り、姉妹4人を連れて家を抜け出す。姉妹は惜しくもバスを逃してしまうが、通りかかったトラックドライバー、ヤスンの助けを借りてバスに追いつく。バスの車内、そしてスタジアムは地元チームであるトラブゾンスポルを応援する女性たちの熱気に包まれており、姉妹も興奮して歓声を上げる。一方家では、おばが姉妹たちがテレビに映っているのを発見し、他の親戚や町の住人が中継を見て姉妹が観戦に行っていることがばれないよう一帯の電気供給を切ってしまう。
祖母は姉妹を嫁に出すため見合いを始める。ソナイは恋人と結婚すると言って求婚者に会うのを拒否し、代わりにセルマが婚約させられる。ソナイも恋人と婚約し、2組の合同結婚式が開かれる。結婚式の夜、セルマの新郎家族はセルマが処女であることを確かめるためベッドのシーツを見に来る。シーツに血が付いていないのを見た新郎家族は、セルマに病院で処女検査を受けさせる。
三女のエジェも結婚が迫っている。エジェはおじに性的虐待を受けており、ラーレはエジェに突飛な行動が増えたと感じ始める。ある日、エジェはおじが銀行に寄っている間に、車中で男の子とセックスを始める。別の日、エジェは食卓でふざけてラーレと四女のヌルを笑わせ、おじに子供部屋に戻るよう言われる。部屋に戻ったエジェは銃で自殺を遂げる。
ヌルと二人残されたラーレは家を抜け出すのを続ける。ある日ラーレは歩いてイスタンブールへ行くことを思い立ち、道すがらヤスンに会う。ヤスンはラーレに車の運転を教える。ラーレはその夜家に帰るところをおばに目撃され、おじたちは姉妹たちが出られないよう家を補強する。
おじはヌルを虐待し始める。祖母はそれに気づいているが何もしようとせず、ヌルを嫁に出そうとする。ヌルの結婚式の夜、家の外で宴が開かれている間、ヌルとラーレは家に立てこもる。おじが無理やり家に入ろうとするなか、ラーレは電話でヤスンに助けを求める。ヌルとラーレは貨幣と着替えをかき集め、家を抜け出す。二人は車で逃げ出すが、近くの茂みに車を当ててしまう。二人は隠れている間にやって来たヤスンの車に乗り、バスに乗り継いでイスタンブールへ向かう。イスタンブールに着いた二人は教諭を探し出し、教諭は二人を家に迎える。

## キャスト
- 末っ子 ラーレ: ギュネシ・シェンソイ
- 四女 ヌル: ドア・ドゥウシル
- 次女 セルマ: トゥーバ・スングルオウル
- 三女 エジェ: エリット・イシジャン
- 長女 ソナイ: イライダ・アクドアン
- 祖母: ニハル・コルダシュ
- 叔父 エロル: アイベルク・ペキジャン
- トラック運転手 ヤシン: Burak Yigit

## 製作
エルギュヴェンは2006年にラ・フェミス映画学校を卒業した後、のちに『マイ・サンシャイン』として製作・公開されることになる1992年のロサンゼルス暴動を扱った作品を企画していた。2011年、エルギュヴェンは同作を売り込むためカンヌ映画祭のシネフォンダシヨンのワークショップに参加した際にアリス・ウィノクールと知り合った。ウィノクールは『博士と私の危険な関係』を制作していた。その後エルギュヴェンは『マイ・サンシャイン』の企画を棚上げし、2012年の夏にウィノクールと共同で『裸足の季節』の脚本を執筆した。映画の序盤に登場する、少女たちが男の子に肩車されて叱責される場面は、エルギュヴェン自身の経験が元になっている。
主役5人の少女のうち、エリット・イシジャン以外は本作以前には演技経験がなかった。エルギュヴェンはイシジャンを念頭にエジェ役を書いた。トゥーバ・スングルオウルはパリ＝シャルル・ド・ゴール空港でエルギュヴェンによって見出されスカウトされた。残りの3人、ギュネシ・シェンソイ、ドア・ドゥウシル、イライダ・アクドアンはオーディションで数百人の中から選ばれた。
撮影開始が予定されていた数週間前、フランスの筆頭プロデューサーが降板する出来事があった。資金難が主な理由だったが、同プロデューサーがスタッフに宛てたメモには、エルギュヴェンが妊娠中であることが降板の理由の一つとして記されていた。エルギュヴェンはその1週間前に自身の妊娠を知った。企画は窮地に陥ったが、数日後、シャルル・ジリベールが製作を買って出たことによって企画は救われた。
撮影は黒海沿岸のカスタモヌ県イネボルとその周辺で行われた。サッカー観戦のシーンの撮影は実際に12歳以上の男性の観戦が禁じられた試合で行われた。製作陣は土壇場になってスタジアム場内では撮影できないことが判明したため、出演者に映画カメラのない中演技を行わせ、その模様を放映したテレビ局の映像を本編に使用した。
作曲はニック・ケイヴ・アンド・ザ・バッド・シーズなどのバンドに所属するウォーレン・エリスが担当した。エリスが単独で映画音楽を作曲するのは本作が初めてだった。エリスはエルギュヴェンから直接作曲を要請され、当初は多忙を理由に断っていた。

## 公開
『裸足の季節』は2015年5月19日、第68回カンヌ国際映画祭と並行して行われる監督週間で初上映された。フランスでは2015年6月17日に公開され、505,223人の動員を記録した。トルコでは2015年10月23日に公開され、25,419人の動員を記録した。映画は第40回トロント国際映画祭の特別招待部門で上映された。

## 評価
『裸足の季節』は批評家から幅広く高い評価を得た。Rotten Tomatoesは142件の批評に基づき、高評価の割合を97%、評価の平均を8.2/10、批評家の総意を「『裸足の季節』は清々しい――そして全くもってタイムリーな――メッセージを発信する。その力は輝かしいアンサンブルキャストの奮闘によって一層強化されている」としている。Metacriticは29件の批評に基づき83/100という「幅広い支持」の値を示している。
『バラエティ』のジェイ・ワイスバーグは映画を『ヴァージン・スーサイズ』と比較し、ナレーションが冗長だとしたものの演技と演出を讃えた。IndieWireのジェシカ・キアングは「B」の評価を与え、映画を「文化的な批評というよりも、少年時代が本当に終わる前に終わってしまった少年時代に対するほろ苦く、しばしば怒りに満ちた嘆き」と形容した。リチャード・ブロディは、エルギュヴェンは「物語の中心に置かれた5人の若い女優から魅力的で熱心な演技を引き出しているが、何よりも、脱出以外に明らかな救いようのない状況で効果的に義憤を掻き立てている」と記した。『ガーディアン』のウェンディ・アイドは5個の星を付け、「地域と共同体の根深い感覚と反抗精神を伴った本作は卓越し魅力的なデビュー作である」と記した。
トルコでは本作に対する評価は二分された。アティッラ・ドルサイら批評家からは高い評価を集めた一方、一部からはトルコ文化の描写が不正確またはオリエンタリスト的だとして批判された。

### 受賞とノミネート
| 賞                                     | 部門                   | 対象 | 結果       |
| -------------------------------------- | ---------------------- | --- | ---------- |
| アカデミー賞                           | 外国語映画賞           | 『裸足の季節』                                                                                                | ノミネート |
| オースティン映画批評家協会賞           | 外国語映画賞           | 『裸足の季節』                                                                                                | ノミネート |
| オースティン映画批評家協会賞           | 第一回作品賞           | 『裸足の季節』                                                                                                | ノミネート |
| オーストラリア映画批評家協会賞         | 外国映画（外国語）賞   | 『裸足の季節』                                                                                                | 受賞       |
| ベルギー映画批評家協会賞               | グランプリ             | 『裸足の季節』                                                                                                | ノミネート |
| カンヌ国際映画祭                       | ヨーロッパ・シネマズ賞 | 『裸足の季節』                                                                                                | 受賞       |
| カンヌ国際映画祭                       | カメラ・ドール         | デニズ・ガムゼ・エルギュヴェン                                                                                | ノミネート |
| カンヌ国際映画祭                       | クィア・パルム         | 『裸足の季節』                                                                                                | ノミネート |
| セザール賞                             | 作品賞                 | 『裸足の季節』                                                                                                | ノミネート |
| セザール賞                             | 監督賞                 | デニズ・ガムゼ・エルギュヴェン                                                                                | ノミネート |
| セザール賞                             | 脚本賞                 | デニズ・ガムゼ・エルギュヴェン、アリス・ウィンクール                                                          | 受賞       |
| セザール賞                             | 第一回長編作品賞       | 『裸足の季節』                                                                                                | 受賞       |
| セザール賞                             | 撮影賞                 | ダーヴィッド・シザレ、エルシン・ギョク                                                                        | ノミネート |
| セザール賞                             | 編集賞                 | マチルド・ヴァン・ムールテル                                                                                  | 受賞       |
| セザール賞                             | 音響賞                 | イブラヒム・グク、ダミアン・ギヨーム、オリヴィエ・ゴワナール                                                  | ノミネート |
| セザール賞                             | 作曲賞                 | ウォーレン・エリス                                                                                            | 受賞       |
| セザール賞                             | 衣装デザイン賞         | セラン | ノミネート |
| クリティクス・チョイス・アワード       | 外国語映画賞           | 『裸足の季節』                                                                                                | ノミネート |
| ダラス・フォートワース映画批評家協会賞 | 外国語映画賞           | 『裸足の季節』                                                                                                | 4th place  |
| ヨーロッパ映画賞                       | 作品賞                 | 『裸足の季節』                                                                                                | ノミネート |
| ヨーロッパ映画賞                       | 今年の発見賞           | 『裸足の季節』                                                                                                | 受賞       |
| フロリダ映画批評家協会賞               | 外国語映画賞           | 『裸足の季節』                                                                                                | ノミネート |
| グラスゴー映画祭                       | 観客賞                 | 『裸足の季節』                                                                                                | 受賞       |
| ゴールデングローブ賞                   | 外国語映画賞           | 『裸足の季節』                                                                                                | ノミネート |
| ゴヤ賞                                 | ヨーロッパ作品賞       | 『裸足の季節』                                                                                                | 受賞       |
| インディペンデント・スピリット賞       | 外国映画賞             | 『裸足の季節』                                                                                                | ノミネート |
| ルイ・デリュック賞                     | 第一回作品賞           | 『裸足の季節』                                                                                                | ノミネート |
| リュミエール賞                         | 作品賞                 | 『裸足の季節』                                                                                                | 受賞       |
| リュミエール賞                         | 有望女優賞             | ギュネシ・シェンソイ、ドア・ドゥウシル、エリット・イシジャン、 トゥーバ・スングルオウル、イライダ・アクドアン | 受賞       |
| リュミエール賞                         | 第一回作品賞           | 『裸足の季節』                                                                                                | 受賞       |
| リュミエール賞                         | 脚本賞                 | デニズ・ガムゼ・エルギュヴェン、アリス・ウィンクール                                                          | ノミネート |
| リュミエール賞                         | 撮影賞                 | ダーヴィッド・シザレ                                                                                          | 受賞       |
| リュミエール賞                         | 作曲賞                 | ウォーレン・エリス                                                                                            | ノミネート |
| LUX賞                                  | LUX賞                  | 『裸足の季節』                                                                                                | 受賞       |
| インド国際映画祭                       | 銀孔雀賞女優賞         | ギュネシ・シェンソイ、ドア・ドゥウシル、トゥーバ・スングルオウル、 エリット・イシジャン、イライダ・アクドアン | 受賞       |
| オンライン映画批評家協会賞             | 外国語映画賞           | 『裸足の季節』                                                                                                | ノミネート |
| ポーランド映画作家協会賞               | 長編作品賞             | 『裸足の季節』                                                                                                | 受賞       |
| サテライト賞                           | 外国語映画賞           | 『裸足の季節』                                                                                                | ノミネート |
| ストックホルム国際映画祭               | 脚本賞                 | デニズ・ガムゼ・エルギュヴェン、アリス・ウィンクール                                                          | 受賞       |
| オデッサ国際映画祭                     | グランプリ             | 『裸足の季節』                                                                                                | 受賞       |
| ワシントンD.C.映画批評家協会賞         | 外国語映画賞           | 『裸足の季節』                                                                                                | ノミネート |
| ワシントンD.C.映画批評家協会賞         | 若手俳優賞             | ギュネシ・シェンソイ                                                                                          | ノミネート |